# Ixora delicatula
Ixora delicatula là một loài thực vật có hoa trong họ Thiến thảo. Loài này được Keay mô tả khoa học đầu tiên năm 1957.